# Tokay Mammadov
Tokay Habib oglu Mammadov (Baku, 18 luglio 1927 – Baku, 2 maggio 2018) è stato uno scultore azero, artista popolare dell'Azerbaigian URSS (1973), membro corrispondente dell'Accademia delle arti dell'URSS (1975), operaio artistico onorato dell'Azerbaigian URSS (1962) e professore (1977).
Negli anni fra 1970 e 1972 è stato presidente dell'Unione degli artisti dell'Azerbaigian ed è membro corrispondente dell'Accademia delle arti russa.